# Sjahanskyj fyr
Sjahanskyj fyr (ukrainska: Шаганський маяк) är en fyr i södra ändan av en smal landremsa mellan Sjahanskyj-lagunen och Svarta havet i Odessa oblast i Ukraina.
Fyrplatsen anlades år 1944 och den nuvarande fyren av cement byggdes år 1965. Tornet är 16 meter högt och har två svarta koner med spetsen nedåt överst. Själva fyren är röd. Fyrlyktan avger en vit blixt var tredje sekund och lysvidden är 14 sjömil.
Fyren automatiserades och avbemannades på 1980-talet, men besöks dagligen av en fyrvaktare. Den intilliggande fyrvaktarbostaden har fyra sovplatser.
Fyrplatsen är öppen men fyren är stängd för allmänheten. Landremsan har ingen  förbindelse till land så man måste vada dit från fastlandet.